# LastPass
LastPass – menedżer haseł umożliwiający przechowywanie zaszyfrowanych haseł w ramach konta internetowego. Platforma jest wyposażona w interfejs internetowy, a oprócz tego oferuje rozszerzenia dla różnych przeglądarek internetowych i aplikacje mobilne.
Program współpracuje z najpopularniejszymi przeglądarkami internetowymi i umożliwia automatyczne wprowadzanie danych dostępu, wraz z funkcją generatora haseł. Pozwala na synchronizację danych między różnymi przeglądarkami i urządzeniami. Dostępny jest również sejf na wszelkie dodatkowe informacje i zapiski.
Podstawowa wersja LastPass jest dostępna bezpłatnie. LastPass Premium umożliwia m.in. szyfrowane przechowywanie plików, daje dostęp do dodatkowych opcji uwierzytelniania dwuskładnikowego (2FA) oraz zapewnia możliwość awaryjnego dostępu do kolekcji haseł.
LastPass został uruchomiony w 2008 roku.